# Ainola
Ainola is een in opdracht van Jean Sibelius gebouwde villa in Järvenpää, 35 km ten noorden van de Finse hoofdstad Helsinki. Het huis, dat uit 1904 dateert, is genoemd naar zijn vrouw Aino. Het is ontworpen door Lars Sonck, met wie de componist bevriend was. Sibelius woonde er tot zijn dood in 1957 en ligt er begraven. In het oeuvre van de architect is het huis het bekendste van zijn vele houten woonhuizen.

## Geschiedenis
Het huis werd gebouwd in de directe nabijheid van het Tuusulameer. De enige instructie die Sibelius aan Sonck had gegeven, was dat het huis uitzicht op het meer moest bieden en de eetkamer een groene open haard moest krijgen. De eetkamer en de bibliotheek liggen aan de zuidkant en Sibelius' werkkamer en de keuken aan de noordkant. Op het terrein rond het huis bevinden zich onder meer een houten sauna en een schuur. Het perceel omvat 4 hectare bos en een boomgaard.
Het huis had tot de dood van Sibelius geen waterleiding omdat deze hem te veel zouden afleiden tijdens het componeren. De elektriciteit werd pas aangelegd in 1918. Sibelius' privésecretaris Sentari Levas legde in 1945 het dagelijks leven van de familie in de villa vast in zijn boek Jean Sibelius ja hänen Ainolansa (Jean Sibelius en zijn Ainola).
In 1957 overleed Sibelius in het huis en werd hij in de tuin begraven. Aino zou nog twaalf jaar in het huis blijven wonen tot ook zij overleed en naast haar man begraven werd. In 1972 verkochten Sibelius' dochters de villa aan de Finse staat. Dit leidde tot de oprichting van de Ainola-stichting (Ainola-säätiö) door het ministerie van Onderwijs en het Sibelius Genootschap, en de opening van het huis als museum in 1974. Het interieur omvat onder meer de Steinway die Sibelius voor zijn vijftigste verjaardag had gekregen en enkele schilderijen van Aino's broer Eero Järnefelt.